# Abdullah Ahmed Abdullah
Pour les articles homonymes, voir Abdallah.
Ne doit pas être confondu avec Abdullah Abdullah.
Abdullah Ahmed Abdullah (arabe : عبدالله أحمد عبدالله), né vers 1963 dans le Gouvernorat de Gharbeya et présumé mort le 7 août 2020 à Téhéran, en Iran, est un djihadiste égyptien, recherché par les États-Unis pour sa participation présumée aux attentats de 1998 contre les ambassades américaines à Dar-es-Salam (Tanzanie) et Nairobi (Kenya).
Le FBI lui donne les noms d’emprunt suivants : Abu Mariam, Mustafa Abu Mariam Khaled, Abu Mohamed Al-Masri, et Saleh, une abréviation possible de Saleh Gamal.

## Recherche
Selon les termes de l’inculpation, Abdullah Ahmed Abdullah :
- serait un membre du majlis al shura d’Al-Qaïda ;
- aurait participé (avec Saif al-Adel) à la création d’une base de formation terroriste en Somalie ;
- aurait fourni de faux passeports à Mohammed Saddiq Odeh (en) pour lui permettre d’aller en Afghanistan rencontrer Oussama ben Laden ;
- aurait conseillé à Mohammed Saddiq Odeh de quitter le Kenya le 6 août 1998, la veille de l’attentat ;
- serait allé à Karâchi, dans le même avion que Khalfan Gailani.

Depuis son départ de Nairobi, Abdullah Ahmed Abdullah n’a pas pu être localisé. Dans les années qui ont suivi sa disparition, les autorités américaines pensent qu’il aurait trouvé refuge dans une tribu en Afghanistan ou au Pakistan. D’autres rumeurs le disent sous la protection des Forces Al-Qods. Un rapport plus complet, citant des sources des Nations unies, affirme qu'Abdullah Ahmed Abdullah et d’autres lieutenants d’Al-Qaïda auraient été vus au Liberia vers 2001, où ils se seraient livrés à des transactions pour le compte d’Al-Qaida. D’autres spéculations pointent du doigt l’Iran. Le MIPT cite une enquête conjointe de l'Arabie Saoudite, de l'Égypte, et de la Jordanie, réalisée en avril 2006, qui conclut qu’il se trouverait dans les sud-est de l’Iran, sous la protection de l’unité Hamze des Gardes de la Révolution.
Abdullah Ahmed Abdullah est l’un des 22 membres à l’origine de la liste du FBI des terroristes les plus recherchés (Most Wanted Terrorists). Le Département d’État, au travers du Rewards for Justice Program, offre 5 puis 10 millions de dollars pour toute information concernant l’endroit où se trouve Abdullah Ahmed Abdullah.
Selon le New York Times, il était en Iran depuis 2003, et a emménagé dans le quartier Pasdaran de Téhéran en 2015. 
Le 13 novembre 2020, le New York Times révèle qu'il aurait été tué avec sa fille, veuve d'Hamza ben Laden (1989-2019), l'un des fils d'Oussama Ben Laden, à bord de sa voiture, à Téhéran le 7 août 2020, jour anniversaire des attentats des ambassades américaines, par un commando israélien à moto. Israël et les États-Unis ne confirment pas l'information, et l'Iran dément,.